# Oscar Swahn
Oscar Gomer Swahn (Tanum/Götaland, 1847. október 20. – Stockholm, 1927. május 1.) olimpiai bajnok svéd sportlövő, minden idők legidősebb olimpiai bajnoka. Részt vett az 1908-as londoni, az 1912-es stockholmi, valamint az 1920-as antwerpeni olimpián, melyeken fiával, Alfreddal közösen is szerzett érmeket.

## Pályafutása
Sportlövő pályafutása alatt három olimpián versenyzett,  három aranyat, egy ezüstöt és két bronz érmet szerzett. Negyedik olimpiáján, az 1924. évi nyári olimpiai játékokkon betegség miatt nem vehetett részt.

### Olimpiai játékok
- Első alkalommal az 1908. évi nyári olimpiai játékok sportlövés versenyszámaiban 60 évesen - a legidősebb aranyérmes sportolótól, Joshua Millnertől csak egy évvel fiatalabban - az egylövetű futó szarvas célra két aranyérmet (egyéni és csapat), valamint  egyéniben a kétlövetű futó szarvas célra bronzérmet szerzett.
- Második olimpiáján az 1912. évi nyári olimpiai játékok sportlövés versenyszámában az egylövetű futó szarvas célra csapatban aranyérmes. Egyéniben a kétlövetű futó szarvas célra bronzérmet szerzett. Az aranyérmet fia, Alfred Swahn nyerte. 64 évesen ő lett a legidősebb olimpiai aranyérmes sportoló.
- Harmadik olimpiáján az 1920. évi nyári olimpiai játékok sportlövés versenyszámában az egylövetű futó szarvas célra csapatban a negyedik helyen végzett. Egyéniben a kétlövetű futó szarvas célra ezüstérmet szerzett. 72 évesen és 281 naposan az olimpia, egyben az olimpiai történelem legidősebb sportolója.